# Daigo Matsui
Daigo Matsui (松居大悟, Matsui Daigo, nascido em 2 de novembro de 1985 na Prefeitura de Fukuoka) é um roteirista e diretor de cinema japonês.

## Filmografia
- Twin Spica (série de TV, 2009, escritor)
- Afro Tanaka (2012, diretor)
- Daily Lives of High School Boys (2013, escritor, diretor)
- Sweet Poolside (2014, escritor, diretor)
- Our Huff and Puff Journey (2014, escritor, diretor)
- Wonderful World End (2014, escritor, diretor)
- Japanese Girls Never Die (2016, diretor)
- Ice Cream and the Sound of Raindrops (diretor de 2017)
- You Are You By You/Kimi ga Kimi de Kimi da (2018, escritor, diretor)